# 1644.
◄ | 16. stoljeće | 17. stoljeće | 18. stoljeće | ►
◄ | 1610-ih | 1620-ih | 1630-ih | 1640-ih | 1650-ih | 1660-ih | 1670-ih | ►
◄◄ | ◄ | 1641. | 1642. | 1643. | 1644. | 1645. | 1646. | 1647. | ► | ►►
Arhitektura • Astronomija • Glazba • Kazalište • Kiparstvo • Knjige • Književnost • Kršćanstvo • Medicina • Politika • Pravo • Promet • Slikarstvo • Znanost

## Događaji
- Druga bitka kod Newburya (u Speenu)

## Vanjske poveznice
|  | Zajednički poslužitelj ima još gradiva o temi 1644. |